# 부채춤

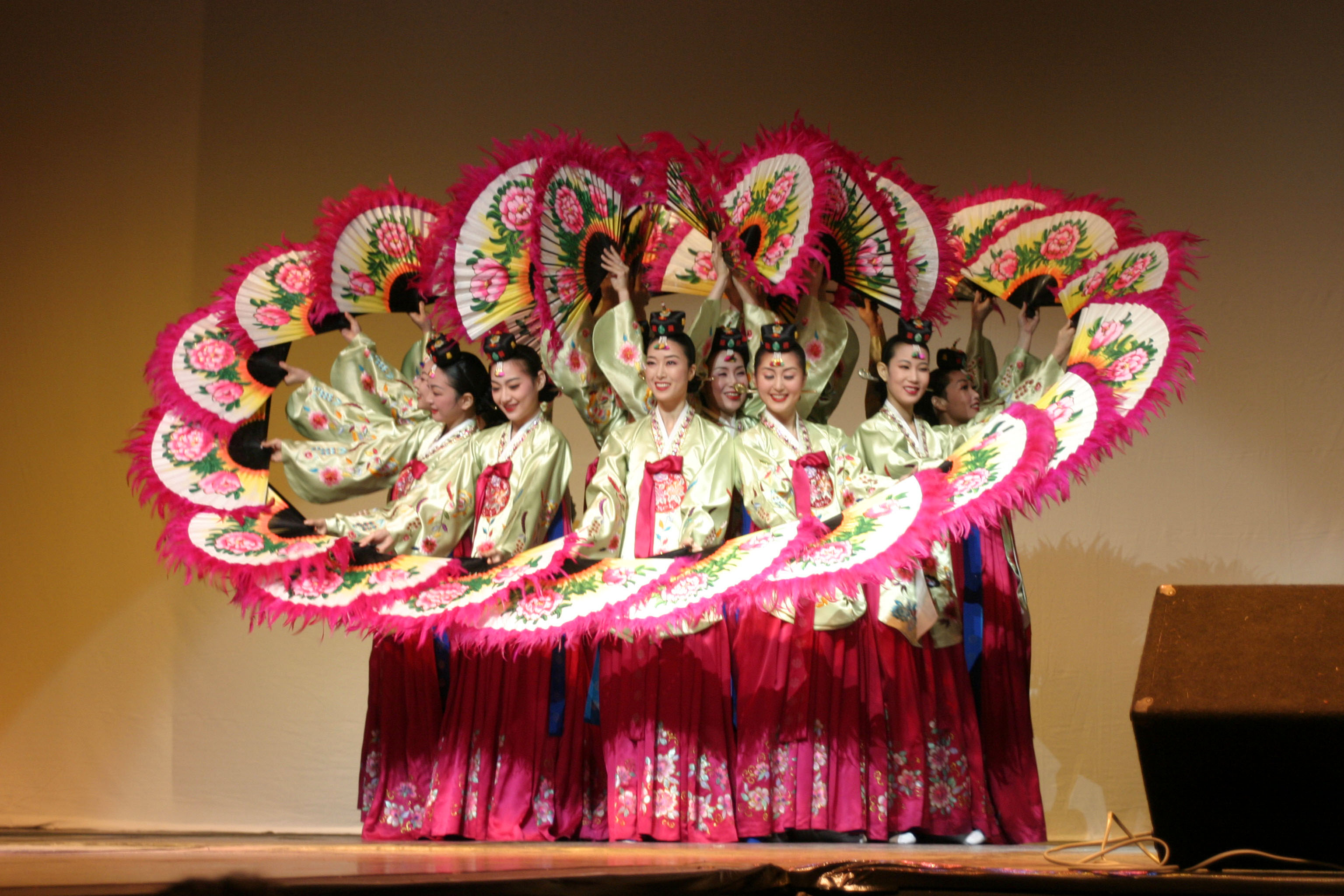
부채춤

부채춤은 한국 무용의 한 종류로, 부채를 이용한다. 주로 여자들이 행한다.
1954년 서울시공관에서 무용가 김백봉에 의해 독무대로 선보인 창작 작품이다. 1968년 멕시코 올림픽의 세계민속예술축전에서 군무로 재구성되어 선보였다.

## 같이 보기
- 화관무
- 한국 무용